# Maria Teresa Felicita d’Este

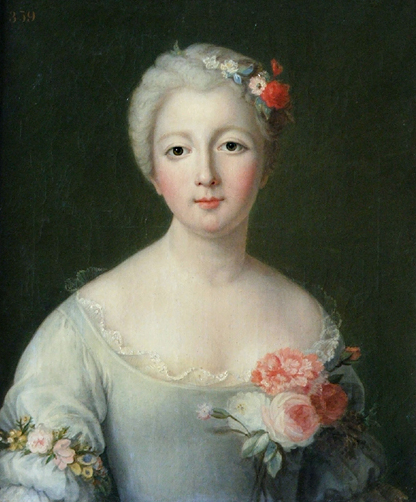
Maria Teresa Felicita d’Este, posthumes Porträtgemälde von Rosalie Grossard im Schloss Eu

Maria Teresa Felicita d’Este (französisch Marie Thérèse Félicité d’Este; * 6. Oktober 1726 in Reggio nell’Emilia; † 30. April 1754 in Paris) war eine italienische Prinzessin aus dem Hause Este und durch Heirat Herzogin von Penthièvre.

## Leben

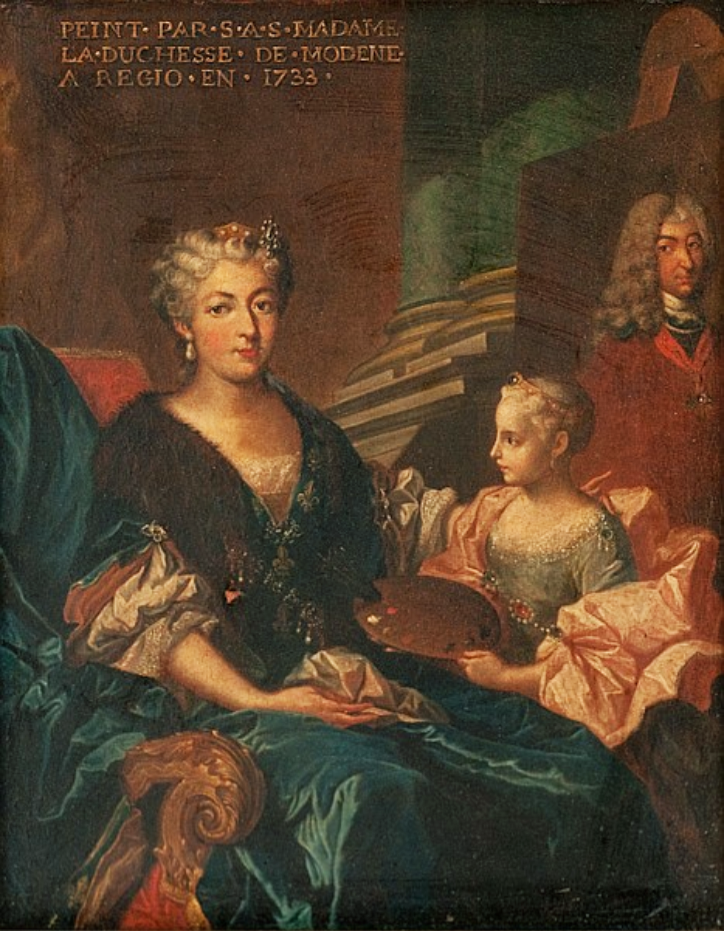
Maria Teresa Felicita (rechts) mit ihrer Mutter Charlotte Aglaé (links)

Maria Teresa Felicita war die älteste Tochter und drittgeborenes Kind des Herzogs von Modena, Francesco III. d’Este, und seiner Frau Charlotte Aglaé d’Orléans, einer Tochter des französischen Regenten Philippe II. de Bourbon. Sie kam am 6. Oktober 1726 um 5 Uhr nachmittags in Reggio nell’Emilia zur Welt. Weil ihr Vater im Österreichischen Erbfolgekrieg auf Seiten Frankreichs stand, wurde er im Juni 1742 von den Österreichern und Sarden aus seinen Herzogtümern vertrieben. Maria Teresa Mutter ging deshalb mit ihren Töchtern 1743 zurück zu ihrer Familie nach Frankreich. Anfang des Jahres 1744 beschloss ihre Mutter, sie mit Louis Jean Marie de Bourbon, dem ältesten Sohn von Louis-Alexandre de Bourbon, comte de Toulouse, zu verheiraten. Diese Vereinbarung kam nur gegen den Widerstand der Großmutter Maria Teresas zustande, denn Françoise Marie de Bourbon, die verwitwete Herzogin von Orléans, wollte ihre Enkelin nicht mit einem Mann verheiratet sehen, der kein Prinz von Geblüt war. Da aber sowohl der Plan, die italienische Prinzessin mit dem Herzog von Chartres zu verheiraten, als auch das Vorhaben, sie dem Fürsten von Conti zur Frau zu geben, scheiterten, heiratete Maria Teresa Felicita am Mittag des 29. Dezember 1744 in der Schlosskapelle von Versailles im Beisein der gesamten königlichen Familie sowie der Prinzen von Geblüt den 19-jährigen Herzog von Penthièvre. Zeitgenossen beschrieben die blonde 18-jährige als keine Schönheit, aber als groß gewachsen und einen schönen Teint habend. Die Kriegsereignisse des Jahres waren der vornehmliche Grund dafür, dass die Heirat erst zu diesem Zeitpunkt stattfand, obwohl sie bereits zu Beginn des Jahres beschlossen worden war. Sie verzögerten die Hochzeit erheblich. Außerdem war für die Eheschließung ein päpstlicher Dispens notwendig, denn die Brautleute hatten mit König Ludwig XIV. sowie Madame de Montespan gemeinsame Vorfahren und waren im 2. Grad miteinander verwandt. Diese Heiratserlaubnis traf erst am 20. Dezember in Versailles ein. Die kirchliche Zeremonie wurde von Kardinal Rohan geleitet, nachdem am Tag zuvor im Rahmen einer feierlichen Handlung der Heiratsvertrag im Ochsenaugensaal (französisch Salon Œeil de bœuf) unterzeichnet worden war. Kurz nach der Heirat reiste Maria Teresa mit ihrem Mann wahrscheinlich nach Rambouillet ins dortige Schloss.
Die folgende zehnjährige Ehe der beiden galt als glücklich, und der Herzog von Penthièvre war seiner jungen Frau zeit ihres Lebens zärtlich zugetan. Nach der Geburt ihres ersten Sohnes Louis Marie im Januar 1746 folgte Maria Teresa ihrem Mann in die Bretagne, als er in seiner Eigenschaft als Gouverneur dieser Provinz deren Verteidigung gegen britische Truppen organisierte. Im September 1747, während ihr Mann noch in der Bretagne weilte, brachte sie in Paris ihren zweiten Sohn Louis Alexandre zur Welt. Weitere Schwangerschaften der Herzogin folgten in fast jährlichem Abstand. Aus der Ehe gingen insgesamt sieben Kinder hervor, von denen jedoch nur zwei das Erwachsenenalter erreichten:
- Louis Marie (* 2. Januar 1746; † 15. November 1749), Herzog von Rambouillet
- Louis Alexandre (* 6. September 1747; † 6. Mai 1768), Fürst von Lamballe, ⚭ 1767 Marie-Louise von Savoyen-Carignan
- Jean Marie (* 17. November 1748; † 19. Mai 1755), Duc de Châteauvillain
- Vincent Marie Louis (* 22. Juni 1750; † 14. März 1752), Graf von Guingamp
- Marie Louise (* 18. Oktober 1751; † 25. September 1753[12])
- Louise Marie Adélaïde (* 13. März 1753; † 23. Juni 1821), Mademoiselle de Penthièvre, ⚭ 1769 Louis-Philippe II. Joseph de Bourbon, Herzog von Orléans
- Louis Marie Félicité (* 29. April 1754; † 30. April 1754)

Im Februar 1754 erkrankte Maria Teresa während ihrer siebten Schwangerschaft an einer Lungenentzündung, und ihr Zustand verschlechterte sich zusehends. Ende April kam ihr Sohn Louis Marie Félicité als Frühgeburt zur Welt, und die Herzogin verstarb nur zwölf Stunden nach der Geburt am 30. April um 2 Uhr morgens im Alter von nur 27 Jahren. Sie wurde gemeinsam mit dem Leichnam ihres jüngsten Sohnes, der nur einen Tag nach seiner Geburt verstarb, am 2. Mai nach Rambouillet überführt, wo sie am darauffolgenden Tag in der dortigen Kirche an der Seite ihrer übrigen Kinder beigesetzt wurde. Ihr Mann trauerte sehr um seine verstorbene Frau und verheiratete sich, obwohl erst 29 Jahre alt, nicht wieder. Nach dem Verkauf Rambouillets an Ludwig XVI. ließ er die sterblichen Überreste Maria Teresas im November 1783 in die Stiftskirche Saint-Étienne des Schlosses von Dreux umbetten. Nur zehn Jahre später wurden die Grabstätten von Revolutionären aufgebrochen und die Leichname in einem Massengrab verscharrt. Später wurden sie in die von Maria Teresas Tochter Louise Marie Adélaïde erbaute Chapelle royale de Dreux umgebettet.